# Réserve indienne de Wind River
Pour les articles homonymes, voir Wind River.
La réserve indienne de Wind River (en anglais : Wind River Indian Reservation) est une réserve amérindienne partagée par les tribus amérindiennes shoshones orientale et Arapaho du nord. Elle est située au centre-ouest de l’État du Wyoming aux États-Unis. D’une superficie de 8 996 km2, elle appartient en grande partie au comté de Fremont. La réserve est entourée par les chaînes de Wind River, de Owl Creek, et d’Absaroka. Sa population s'élève 27 406 habitants selon l'American Community Survey. La plus grande ville est Riverton. La réserve accueille les trois seuls casinos de l’État du Wyoming (Wind River Casino, Little Wind Casino et Shoshone Rose Casino).

## Historique
La réserve est créée en 1868 par le traité de Fort Bridger.

## Localités

Drapeau de la tribu Arapaho du nord

- Arapahoe
- Boulder Flats
- Crowheart
- Ethete
- Fort Washakie
- Hudson
- Johnstown
- Pavillion
- Riverton